# Gorowa
El gorowa és una llengua cuixítica parlada per uns 50.000 individus als districtes de Mbulu (regió Aruixa) i de Kondoa (regió Dodoma) de Tanzània. És membre, ensems amb l'aasáx, l'alagwa, el burunge, el dahalo, l'iraqw i l'extingit kw'adza, de la subdivisió del cuixític meridional.